# Cucina ugandese

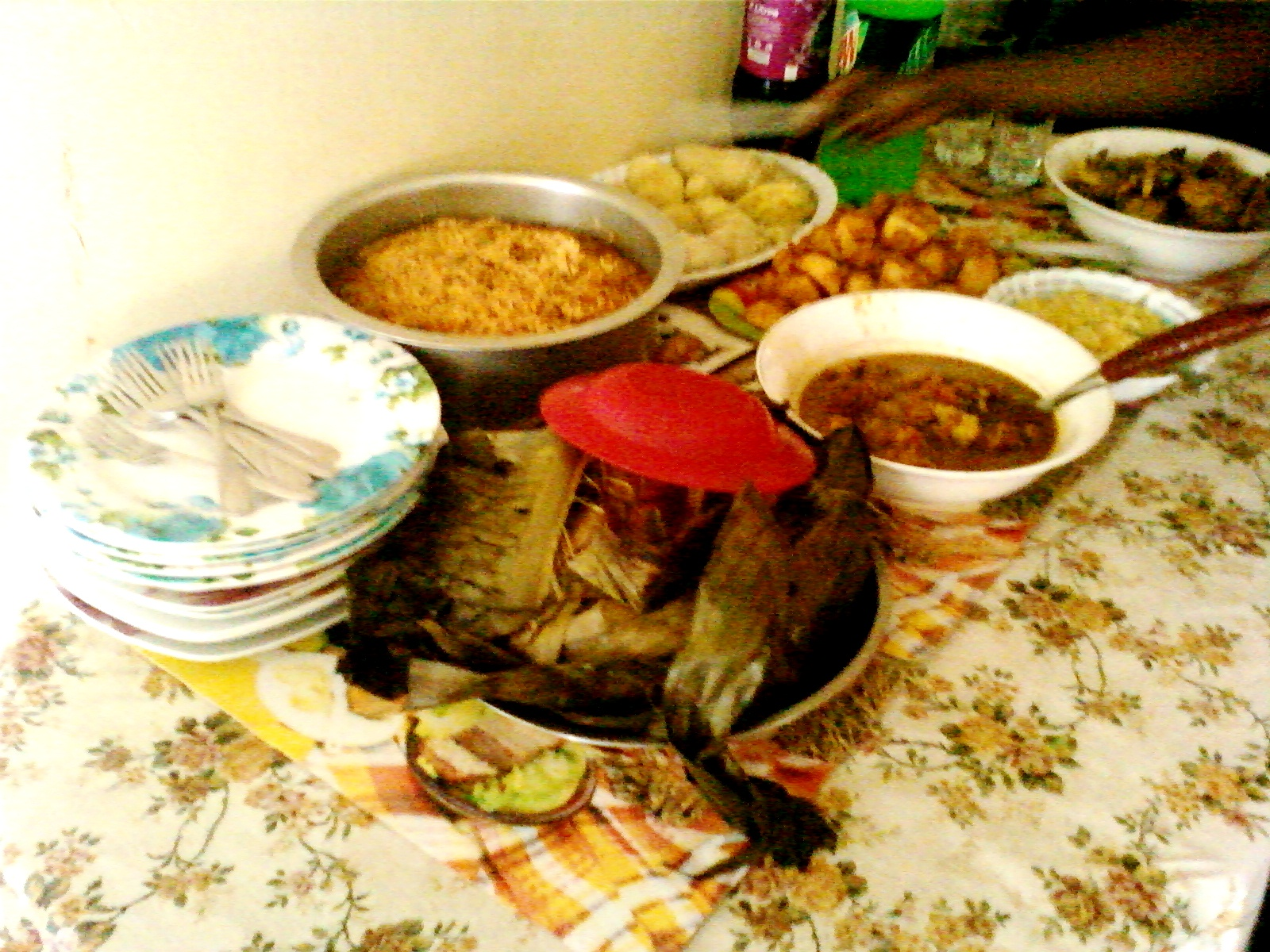
Cibo servito in Uganda

La cucina ugandese comprende le abitudini culinarie dell'Uganda. Essa si basa su prodotti derivanti dall'agricoltura locale che variano in base alla regione e ai gruppi etnici. I principali raccolti diffusi tra le popolazioni bantu sono platani, banane, mais, riso, patate dolci, igname, arachidi, zucche, fagioli, fagioli dall'occhio, verdure e frutta. Nelle aree settentrionali del paese, abitate dai nilotici, vengono coltivati manioca, miglio, sorgo e sesamo.

## Caratteristiche generali

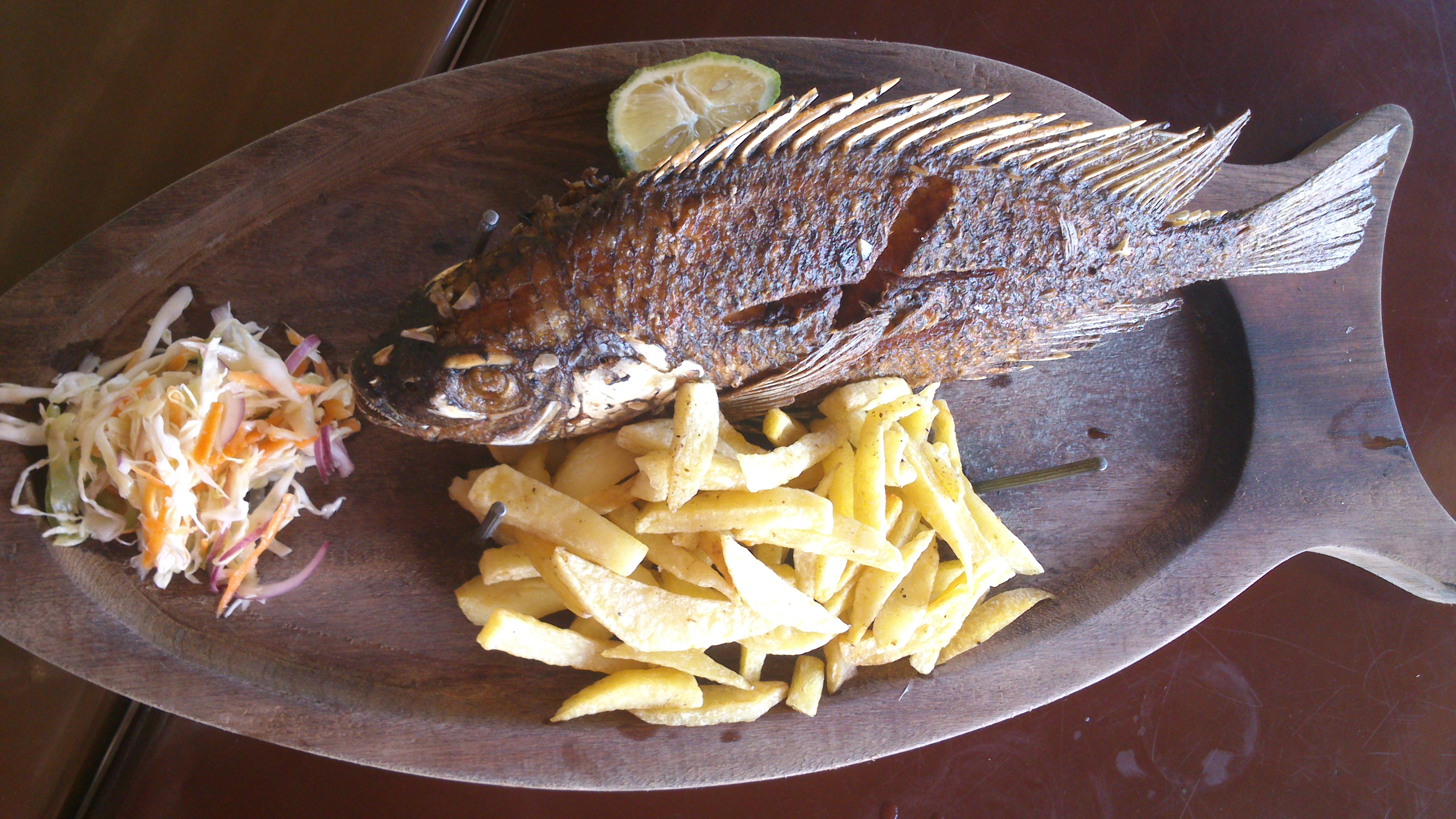
Tilapia fritta con patate

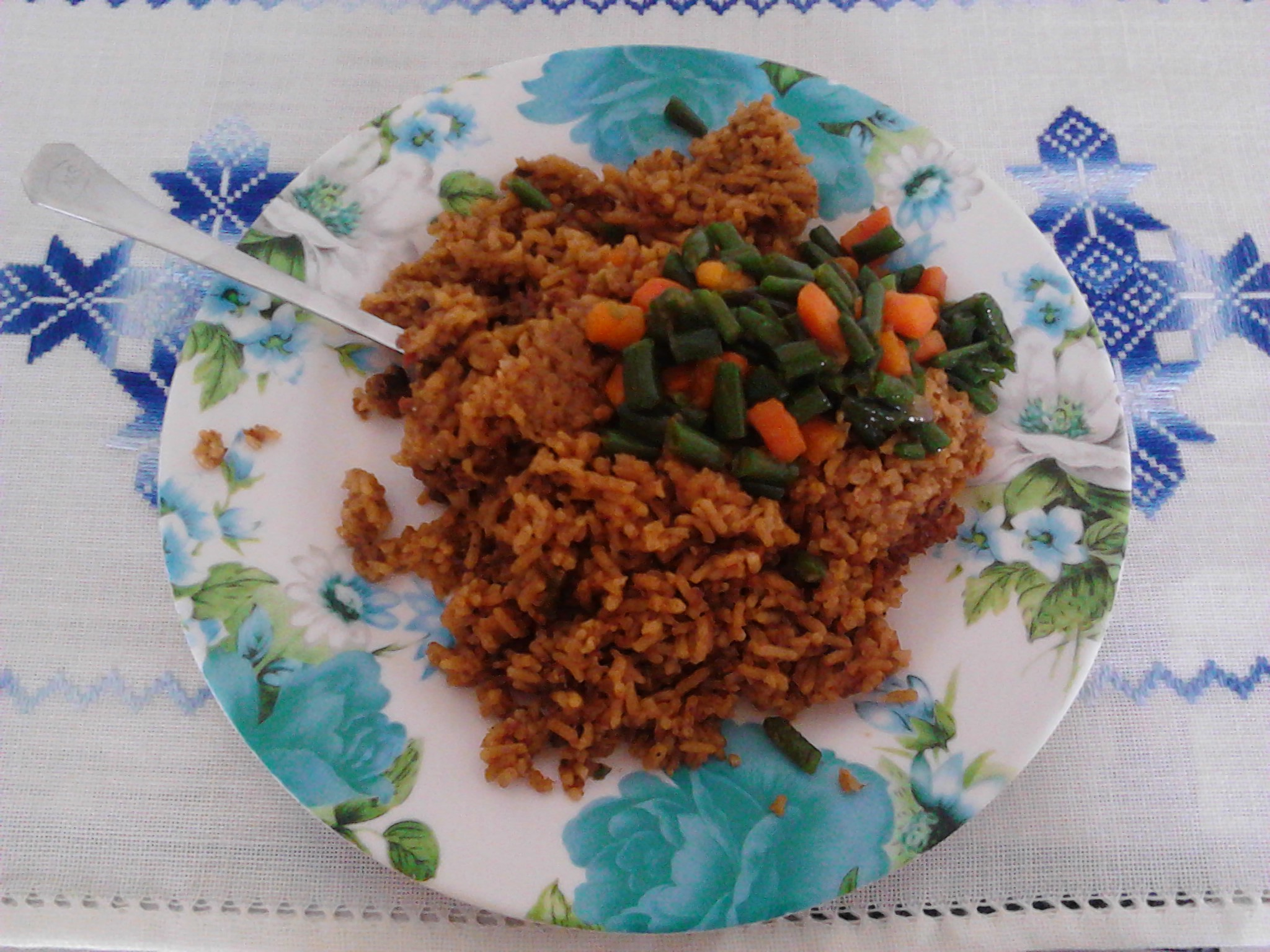
Riso fritto in Uganda

Alcuni alimenti base popolari in Uganda non sono di origine ugandese. Nel corso dei secoli la manioca, il mais e le patate dolci (importati dai portoghesi) hanno rimpiazzato l'igname del luogo. La tratta degli schiavi e il periodo coloniale hanno ulteriormente plasmato la dieta ugandese, introducendo i kebab arabi, le torte nunziali di origine britannica, nonché diversi piatti della cucina indiana, come il chapati, i samosa e i mandazi.
Nelle regioni lacustri e fluviali è diffuso il consumo di pesce, che può essere grigliato, fritto oppure stufato. Alcune specie rinomate sono la tilapia, il persico del Nilo e l'amia calva, che spesso accompagnano diverse portate principali come il posho.
Le insalate non sono molto diffuse, tuttavia frutta e verdura vengono impiegate in svariate salse, stufati o zuppe. Tra le circa 600 varietà di verdure indigene vi sono amaranto, solano e taro. La frutta fresca è ampiamente disponibile e viene consumata come snack. I frutti di origine straniera, come ananas o arance, sono molto più diffusi rispetto ai frutti selvatici locali, come le prugne selvatiche (carissa edulis) e l'uva spina (physalis manima).
Le bevande più diffuse sono acqua e tè dolce mischiato con latte (chai). Nel paese vi sono diverse birre, sia straniere che locali, mentre il waragi è un distillato di banana o di manioca. La soda viene servita nelle occasioni speciali come se fosse champagne.

## Abitudini culinarie
Gli ugandesi consumano in media tre pasti al giorno. La tipica colazione comprende un porridge di mais che può essere mischiato con latte e accompagnato da banane. Nei centri urbani possono essere consumati anche tè, caffè o pane. Il pranzo e la cena consistono in alimenti a base di amidi come platani, patate dolci, fagioli o una salsa con carne. Nelle famiglie più abbienti la cena può includere anche del riso o uno stufato di carne.
La preparazione dei cibi spetta alle donne, mentre gli uomini si occupano della produzione alimentare. A tavola vengono serviti per primi gli uomini più anziani con porzioni abbondanti, poi le donne e i bambini, che in molti casi mangiano separatamente. Le posate sono diffuse nelle aree urbane, mentre tradizionalmente si mangia con le mani.
Il cibo è parte integrante delle cerimonie ugandesi, come i matrimoni, i funerali o i riti di passaggio. In passato era consuetudine offrire diverse vivande agli dei, ma con l'avvento del Cristianesimo e dell'Islam, che hanno rimpiazzato le religioni tradizionali, queste pratiche sono andate in disuso. Le principali specialità servite nelle occasioni di festa sono pane, riso, carne stufata e dolci.